# Ishak Pasha-palatset

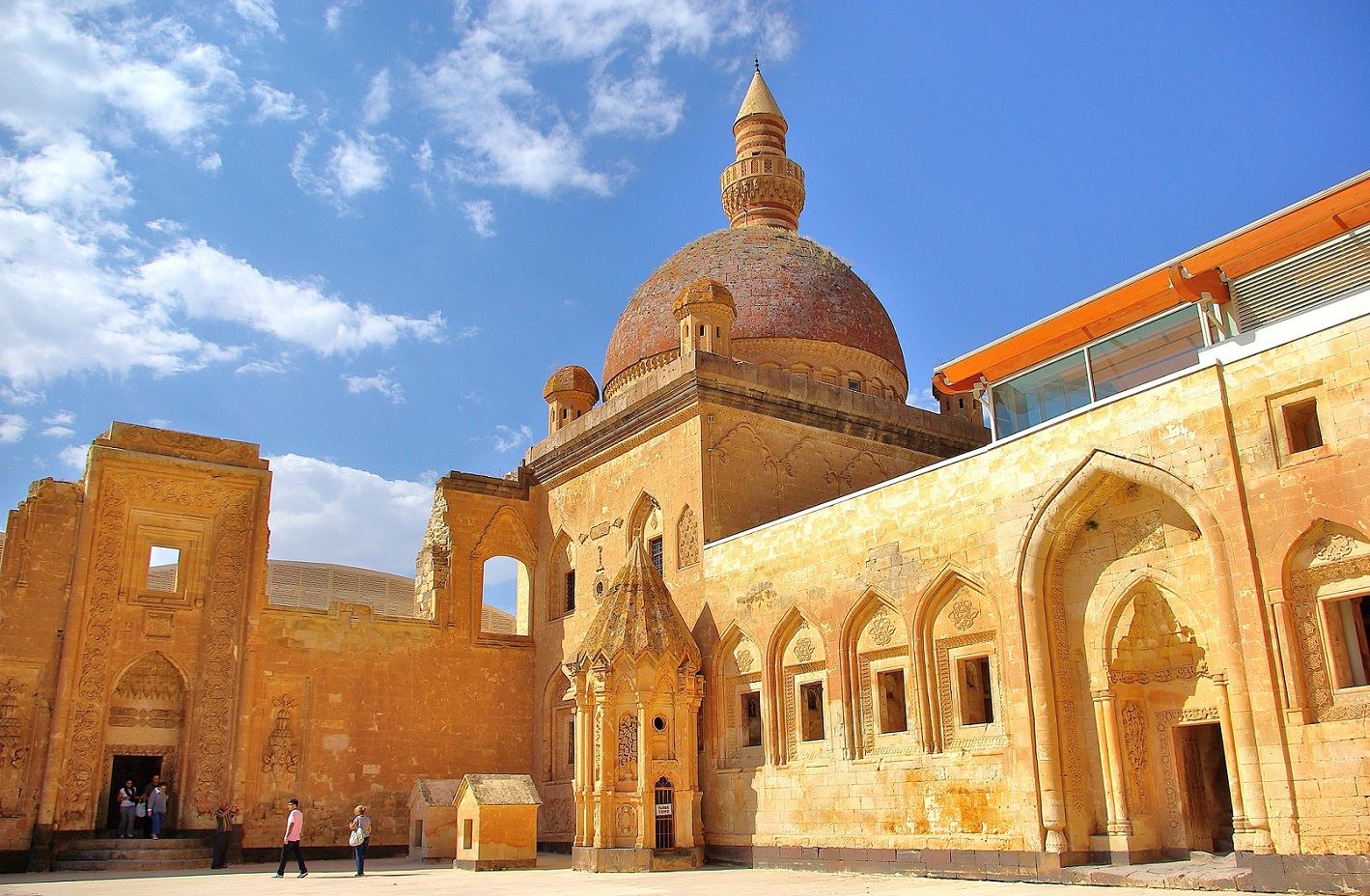
Ishak Pasha-palatset.

Ishak Pasha-palatset (turkiska: İshak Paşa Sarayı, kurdiska: Koşka Îshaq Paşa) är en byggnad utanför Doğubeyazıt i provinsen Ağrı i sydöstra Turkiet. Bygget av palatset startades 1685 av Colak Abdi Pasha.